# Cellule chandelier
La cellule chandelier, également appelée superneurone, est une variété de neurone (ou cellule nerveuse) contenus dans le cerveau et plus précisément dans le cortex cérébral. La stimulation d'une seule de ces cellules chandelier permettrait d'activer 500 neurones au moins. Cette découverte majeure vient d'une équipe de neurophysiologistes de l'université de Szeged en Hongrie publiée dans la revue américaine PLoS Biology en septembre 2008. Elle tord le cou à un vieux dogme de l'organisation spatiale des cellules nerveuses en 6 couches décrites pour la première fois par Santiago Ramón y Cajal en 1890